# Trygve Braarud
Trygve Braarud, né à Verdal (Norvège) le 15 septembre 1903, est un botaniste norvégien spécialisé en biologie marine et rattaché à l'université d'Oslo durant la majorité de sa carrière. Trygve Braarud est décédé à Oslo le 9 juillet 1985.

## Travaux et responsabilités professionnelles
Trygve Braarud est le cofondateur de Norske havforskeres forening (Association norvégienne pour les océanographes) en 1949, dont il devient le porte-parole officiel de 1962 à 1965.
Trygve Braarud fut également vice-président du Comité Scientifique des Recherches Océaniques (Scientific Committee on Oceanic Research - SCOR) et président de l'Association norvégienne de botanique.
Deux de ses élèves notables sont Grethe Rytter Hasle et Theodore Smayda. C'est l'un des fondateurs de la planctologie moderne autrefois nommée biologie marine et il a formé d'autres élèves parmi lesquels :  Berit Heimdal, Eystein Paasche, Olav Skulberg, Ingrid Solum, Karl Tangen, Jahn Throndsen, etc.

## Publications
Son abréviation standard d'auteur dans la littérature scientifique est Braarud dans l'International Plant Names Index.

## Reconnaissance de la communauté scientifique pour ses travaux
Trygve Braarud a été honoré à plusieurs reprises pour la qualité scientifique de ses travaux :
- Membre de l'Académie norvégienne des sciences et des lettres à partir de 1942,
- Membre de l'Académie royale des sciences de Suède de Göteborg à partir de 1959,
- Membre de l'Académie royale danoise des sciences et des lettres à partir de 1963,
- Membre de la Société Britannique de Physicologie pendant de nombreuses années et en devient membre honoraire en 1974.